# Jeux de la Commission de la jeunesse et des sports de l'océan Indien 2006
Navigation
Jeux 2004 Jeux 2008
Les Jeux de la Commission de la jeunesse et des sports de l'océan Indien 2006, cinquième édition des Jeux de la Commission de la jeunesse et des sports de l'océan Indien, ont eu lieu en 2006 à Maurice.